# Låg
Et låg er et lukke på forskellige beholdere. Låg kan ligge løst eller sidde fast. Det gælder især for medicin- og kemikaliebeholdere samt flasker, som af sikkerhedshensyn er svære at åbne. Det har den ulempe, at ældre og svagelige kan have svært ved at åbne dem.

## Typer af låg
- Skruelåg
- Grydelåg
- Hængsellåg
- Kistelåg
- Kapsel
- Prop